# Hemgir
Hemgir fou un estat tributari protegit del tipus zamindari, a Orissa, Índia. La superfície era de 932 km² i els ingressos d'unes 50.000 rúpies. Fou fundat per raja Sri Takht Singh. El raja Sri Chandan Singh Sahib va morir el 1939 amb 80 anys i el va succeir el seu fill Sri Bishwambhar Singh Sahib que fou el darrer raja amb poders. El va succeir el seu fill Sri Yagya Marain Singh.